# Kerstin Simoné
Kerstin Simoné (* 1963 in Berlin) ist eine deutsche Autorin esoterischer Bücher. Sie arbeitet auch als Medium.

## Leben
Seit mehr als 30 Jahren beschäftigt sie sich mit spirituellen Themen sowie der Welt der Mystik und des Übersinnlichen. Über viele Jahre hat sie nach eigenen Angaben intensive Channelausbildungen erhalten. Ihre Gedanken und Lehren kreisen vor allem um die Gottheit Thoth, über den sie viele Bücher veröffentlicht hat. Sie gibt entsprechende Seminare und veröffentlicht Meditations-Anleitungen auf CD.
Simoné ist Veganerin, sie setzt sich für den Tierschutz, insbesondere für den Schutz der Wale und Delphine ein. Sie lebt mit ihrer Familie in der Nähe von Berlin.

## Medium Thoth
Simoné sieht sich als Medium für den altägyptischen Gott Thot, der sich zusammen mit dem Griechen Hermes in dem mythischen Hermes Trismegistos als gemeinsame Inkarnation materialisiert habe. Hermes Trismegistos gilt als Vater der okkulten Weisheit und der Astrologie und Schöpfer der Alchemie. Laut Simoné sind ihre Texte Offenbarungen von Thoth, die er ihr durch Channeling hat zukommen lassen.
Eine Botschafts Thoths empfiehlt den Menschen, sich für den Schutz der Wale und Delphine einzusetzen.

## Veröffentlichungen (Auswahl)
| Buch - THOTH Projekt-Menschheit, Heyne Verlag (2011), ISBN 3-453-70174-7 - THOTH Die Pforten von Atlantis Verlag: Smaragd; 2007, ISBN 3-938489-44-8 - THOTH Die Offenbarungen – Band 1 Smaragd; (2008), ISBN 3-938489-67-7 - THOTH Die Offenbarungen – Band 2 Verlag: Smaragd; 2009, ISBN 3-938489-98-7 - Tempel der Weisheit (Buch + Meditationskarten), Verlag: Smaragd; 2009, ISBN 3-938489-91-X - THOTH im All-Tag Verlag: Smaragd Verlag; 2011, ISBN 3-941363-37-9 - THOTH Projekt-Menschheit „Der Transformationsschlüssel“, Amra-Verlag (2019), ISBN 3-95447-407-7 - THOTH im All-Tag (überarbeitet Neuauflage), Amra-Verlag (2019), ISBN 3-95447-416-6 CD - THOTH – Die Sinfonie der Schöpfung (CD) - Die THOTH – Meditationen (CD) - Die THOTH – Frequenzweihungen (CD) - THOTH – Urton-Frequenz der Seele (CD) - THOTH – Aktivierung der höchsten geistigen Energie in dir. Frequenzweihung in die Macht der Sonnentore (CD) |